# Lars Bygdén
Lars Bygdén född 1973 i Sundsvall, är en svensk sångare, gitarrist och låtskrivare. Bygdén bildade 1996 countryrockgruppen The Thousand Dollar Playboys. Gruppen gav ut två album och upplöstes 2002. Bygdén har fortsatt som soloartist på skivbolaget Massproduktion och gav 2005 ut sitt första soloalbum.

## Diskografi (solo)

### Album
- 2005 – Trading Happiness for Songs
- 2009 – Family Feelings
- 2011 – Songs I Wrote (2xCD)
- 2012 – LB
- 2018 – Dark Companion
- 2022 – One Last Time for Love

### Singlar + EP
- 2005 – This Road (EP)
- 2005 – "Dream On"
- 2006 – The Passenger (EP)